# إرنست ألين (لاعب كرة قدم أمريكية)
إرنست ألين (بالإنجليزية: Ernest Allen)‏ هو لاعب كرة قدم أمريكية أمريكي، ولد في 11 مارس 1973.